# Rovtranor
Rovtranor (Gastornis) är ett utdött släkte av stora fåglar utan flygförmåga som levde under slutet av epokerna paleocen och eocen under kenozoikum. Fossila rester av dessa fåglar har hittats i västra-centrala Europa (England, Belgien, Frankrike och Tyskland) och Nordamerika.

## Historia
Släktet namngavs år 1855, efter Gaston Planté, som hade upptäckt de första fossilen i leravsättningar vid Meudon nära Paris (Frankrike). Vid den tiden var Planté (beskrivs som en "flitig yngling full av iver") i början av sin akademiska karriär och hans märkliga upptäckt kom snart att överskuggas av senare insatser i fysik.

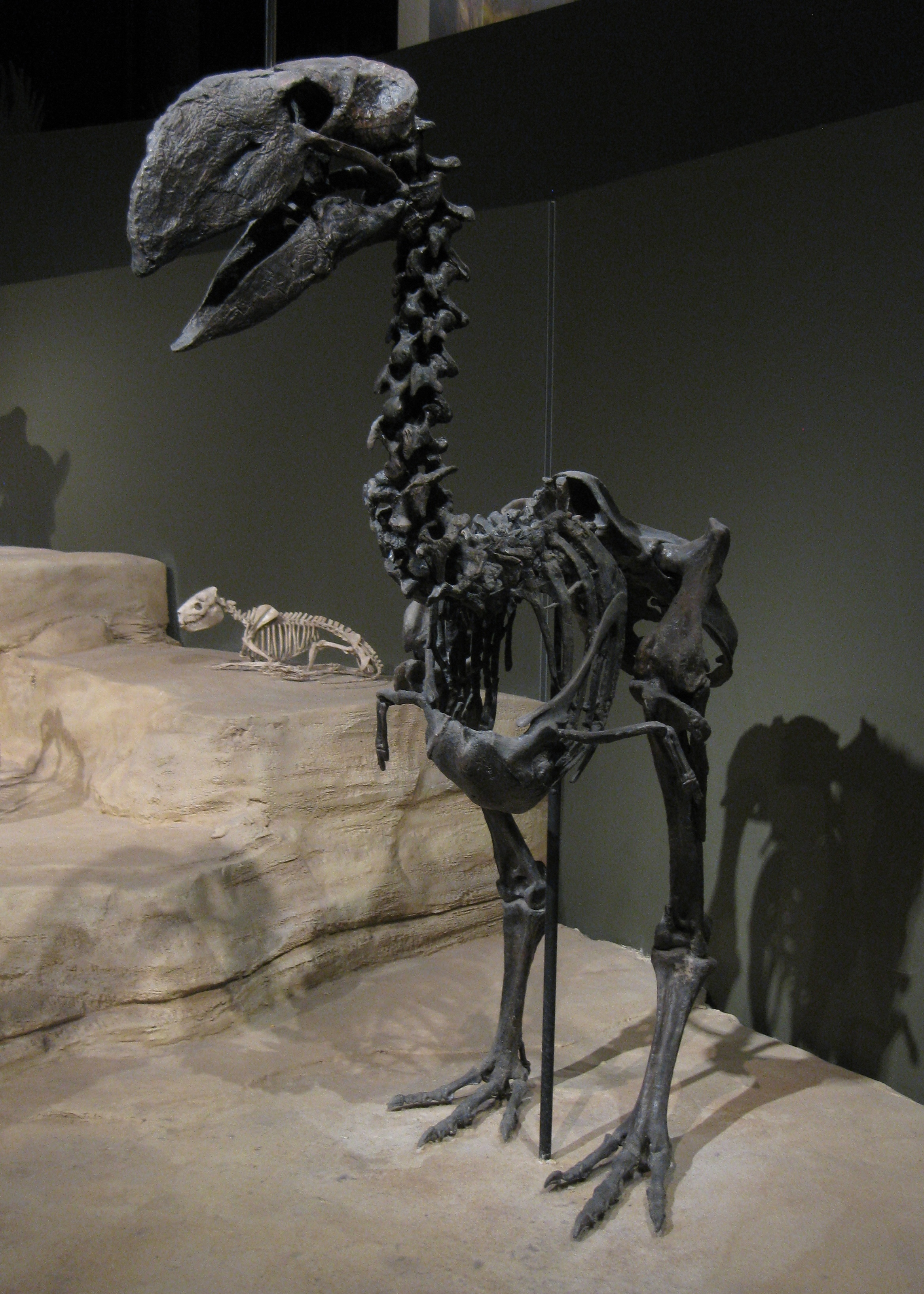
Skelett av Gastornis giganteus

På 1870-talet upptäckte den amerikanska paleontologen Edward Drinker Cope en annan, mer komplett uppsättning av fossil i Nordamerika, och namngav dem Diatryma. Redan tidigt såg man att Diatryma och Gastornis var mycket lika och efter en lång tids diskussioner kom det senare på 1900-talet att allt mer accepteras att de europeiska och nordamerikanska fåglarna var nära släkt, tills så småningom en synonymisation av Diatryma med Gastornis preliminärt accepterades.